# Luca Kilian
Luca Jannis Kilian (ur. 1 września 1999 w Dortmundzie) – niemiecki piłkarz występujący na pozycji obrońcy w niemieckim klubie 1. FC Köln. Wychowanek Hombrucher SV, w trakcie swojej kariery grał także w takich zespołach, jak Borussia Dortmund II, Paderborn 07 oraz Mainz 05. Młodzieżowy reprezentant Niemiec.